# Yves Saint Laurent (Unternehmen)
Yves Saint Laurent (auch bekannt als Saint Laurent Paris oder kurz YSL) ist ein weltbekanntes Modeunternehmen, das 1961 von Yves Saint Laurent in Paris gegründet wurde. Das Unternehmen bietet über ein eigenes Netz von Boutiquen und den gehobenen Einzelhandel weltweit hochpreisige Prêt-à-porter-Bekleidung für Damen und Herren sowie Lederwaren, Schuhe, Uhren, Schmuck, Brillen, Accessoires, Parfüms und Kosmetik im Luxusgütersegment an. Mittlerweile gehört das Unternehmen zum börsennotierten Luxusmarkenkonzern Kering. Lediglich die Beauty Sparte gehört zu L‘Oreal. 

## Gründung
Nachdem Yves Saint Laurent als Designer mehrere Jahre für Dior tätig gewesen war, gründete er 1961 mit seinem Partner Pierre Bergé das Unternehmen Yves Saint Laurent Couture. Saint Laurent und er verklagten Dior wegen Vertragsbruchs und erhielten 680.000 Franc Entschädigung. Zu diesem Kapital erhielten sie vom Amerikanischen Investor J. Mack Robinson weiteres Geld für 80 % der Anteile.
Das Firmenzeichen YSL stammt aus dem Jahr 1963 vom Grafikdesigner A. M. Cassandre.

## Unternehmensentwicklung
Im Jahr 1966 eröffnete Saint Laurent in Paris seinen ersten Laden für die etwas preiswertere Prêt-à-porter-Mode-Linie Rive Gauche und erschloss sich damit neue Käuferschichten. Das Unternehmen Yves Saint Laurent war damit das erste Haute-Couture-Haus, das eine Konfektionslinie etabliert hatte. 
1968 wurde eine Rive-Gauche-Boutique in New York City eröffnet. 1969 folgte, vier Jahre nach der Damenmode, für die Saison 1970 die Herrenmode von Rive Gauche. Bereits 1963 hatte Bergé mit dem US-amerikanischen Parfümhersteller Charles of the Ritz Lizenzverträge über ein YSL-Parfüm gemacht; 1964 wurde die Kosmetiksparte YSL Beauté ins Leben gerufen und der Damenduft Y auf den Markt gebracht. Charles of the Ritz, inzwischen mit Lanvin fusioniert, kaufte 1965 dem amerikanischen Investor Robinson seinen 80-Prozent-Anteil am Modeunternehmen YSL für eine Million Dollar ab und verkaufte 1969 sowohl seine Anteile an der Mode- als auch der Parfümsparte an das US-amerikanische Unternehmen Squibb Beech-Nut. 1972 erwarben Bergé und Saint Laurent alle Aktienanteile der Modesparte und überließen Squibb Beech-Nut im Gegenzug die Parfümsparte YSL Beauté mit niedrigen Lizenzgebühren. 
Ab Mitte der 1970er-Jahre wurde das YSL-Sortiment durch Lizenzen beispielsweise für Damenstrümpfe, Sonnenbrillen, Schreibgeräte, Heimartikel und Zigaretten etc. massiv ausgeweitet.
1986 kauften Saint Laurent und Bergé, unterstützt durch eine 25-Prozent-Investition von Carlo de Benedetti am Modehaus YSL, die Parfümsparte YSL Beauté für 630 Millionen Dollar von Squibb zurück.
1989 ging das Unternehmen Yves Saint Laurent an die Pariser Börse. 1991 zahlten Saint Laurent und Bergé den Investor de Benedetti in Zeiten einer globalen Rezession persönlich aus. Eine Übernahme von YSL durch L’Oréal scheiterte am Unwillen Saint Laurents und Bergés, an den Anteilseigner von L’Oréal, Nestlé, zu verkaufen. Ein Aufkauf durch LVMH scheiterte, weil Saint Laurent und Bergé nicht nur die Kontrolle über die YSL-Modesparte behalten wollten, sondern auch die Kontrolle über die Modesparte der LVMH-Tochter Dior forderten. 1993 wurde YSL von Saint Laurent und Bergé für nahezu 600 Millionen US-Dollar an den Pharmakonzern Sanofi verkauft, als die Umsatzzahlen in Zeiten einer Rezession stark zurückgegangen waren. Saint Laurent und Bergé behielten allerdings die Kontrolle über die Modesparte. 1997 wurden der spätere Lanvin-Designer Alber Elbaz für die Damenmode und der spätere Dior Homme Designer Hedi Slimane für die Herrenmode von Yves Saint-Laurent Rive Gauche eingestellt. Elbaz und Slimane blieben beide bis zum Jahr 2000 bei YSL.
Das Unternehmen war ab Ende 1999 im Besitz der Gucci-Gruppe, welche wiederum von 1999 bis 2004 schrittweise von dem französischen PPR-Konzern (seit 2013: Kering S.A.) aufgekauft wurde.
2008 wurde die Sparte YSL Beauté für 1,15 Mrd. € an L’Oréal verkauft.
Von März 2012 bis März 2016 war Hedi Slimane Chefdesigner aller Modekollektionen des Hauses. Unter Slimane wurde die Modesparte 2012 in Saint Laurent Paris umbenannt, wobei das Unternehmen selbst weiterhin als Yves Saint Laurent S.A.S firmiert. Ein Wiederaufleben der Haute-Couture-Kollektion, die 2002 eingestellt worden war, wurde 2012 von Slimane in den Raum gestellt, jedoch bis auf wenige Einzelteile nicht verwirklicht. Zu Slimanes Nachfolger wurde im April 2016 der Belgier Anthony Vaccarello ernannt.
Im April 2023 gründete das Unternehmen eine Tochterfirma „Saint Laurent Productions“ um Arthouse Filme zu produzieren.
Die Muttergesellschaft Kering veröffentlichte in ihrem Jahresabschluss 2023 von einem Umsatz von 3,2 Mrd. € der auf Yves Saint Laurent zurückzuführen ist. Nach Schätzungen beschäftigte YSL im selben Jahr etwa 4.700 Mitarbeiterinnen und Mitarbeiter.

## Kritik

### Steuerhinterziehung
Initiiert von der Holding-Gesellschaft Kering sollen mehrere operative Gesellschaften der Gruppe systematisch Steuern vermieden haben. Das berichteten Mediapart und das Kollektiv EIC 2019. Nach Recherchen der Journalisten ist Saint Laurent in Frankreich für ca. 180 Mio. € an hinterzogenen Steuern verantwortlich.